# Place du Père-Chaillet
La place du Père-Chaillet est une voie du 11e arrondissement de Paris, en France.

## Situation et accès
La place du Père-Chaillet est une voie située dans le 11e arrondissement de Paris. Elle débute  rue de la Roquette et se termine avenue Ledru-Rollin.

## Origine du nom

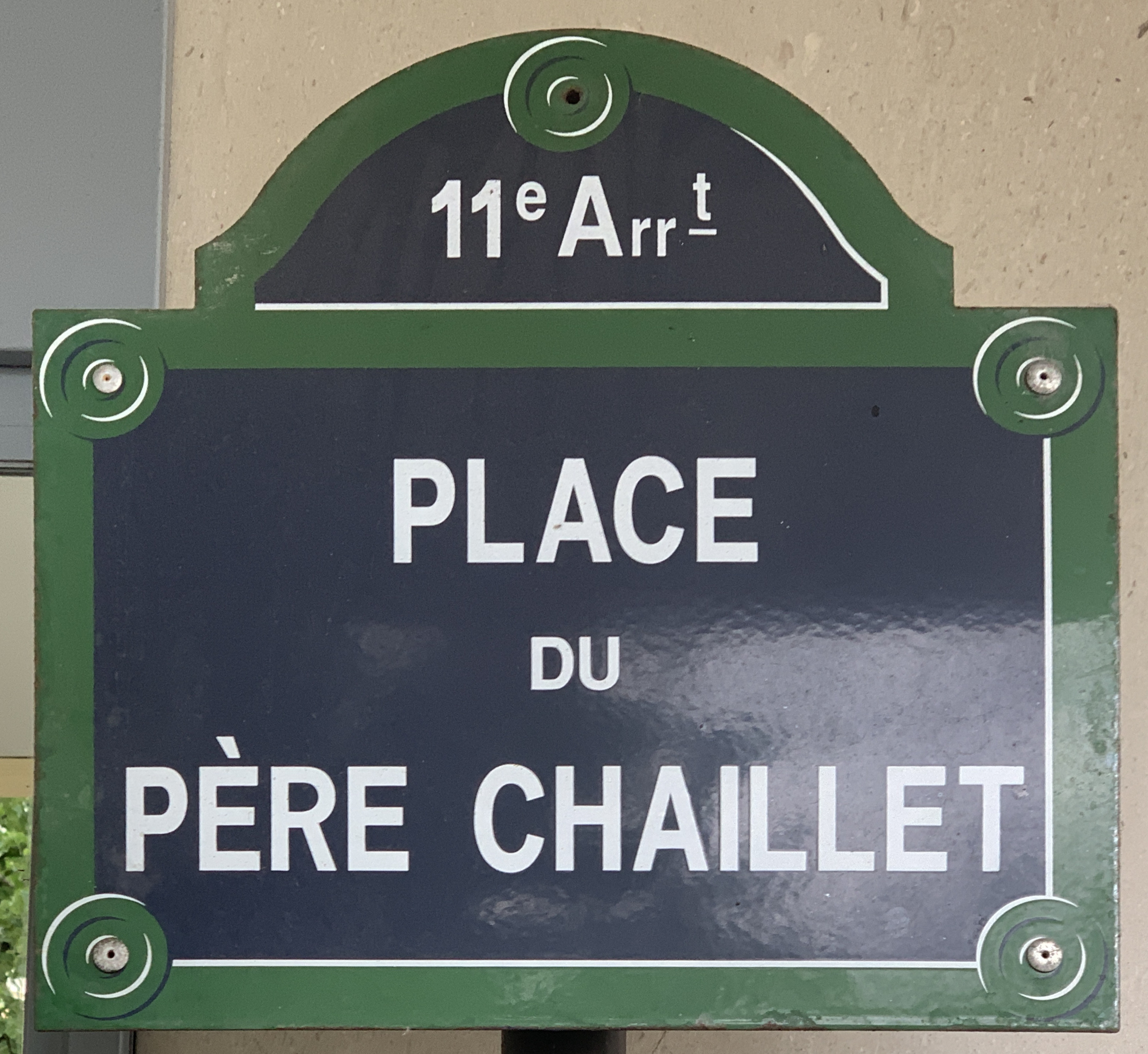
Plaque de la place.

Cette place rend hommage au père Chaillet (1900-1972), prêtre catholique français de la Compagnie de Jésus, résistant, théologien et enseignant.

## Historique
Cette place reçoit un toponyme le 9 septembre 1980.